# Frederic Charles Dreyer
Frederic Charles Dreyer GBE, KCB (ur. 8 stycznia 1878 w Parsonstown, zm. 12 grudnia 1956) – brytyjski wojskowy, admirał Royal Navy, twórca jednego z pierwszych centralnych systemów kierowania ogniem artyleryjskim okrętów, uczestnik obu wojen światowych.

## Życiorys
Frederic Charles Dreyer był synem Johna Louisa Emila Dreyera, astronoma pochodzenia duńskiego. W 1891 roku wstąpił do Royal Navy jako kadet w Britannia Royal Naval College w Dartmouth. Dwa lata później otrzymał promocję do stopnia midszypmena. Po ukończeniu szkoły z piątą lokatą, służył na pancernikach „Anson” i „Barfleur”. W 1898 roku awansował do stopnia porucznika (Lieutenant). Przez kolejne lata zajmował się doskonaleniem wiedzy w swej specjalności: artylerii okrętowej.
W 1903 roku został przydzielony jako oficer artyleryjski na pancernik „Exmouth”, który wkrótce potem został okrętem flagowym admirała Arthura Wilsona, dowódcy Home Fleet. W 1907 roku awansował do stopnia komandora porucznika (Commander) i, na specjalne żądanie lorda Johna Fishera, został odkomenderowany do uczestniczenia w próbach artyleryjskich nowo zbudowanego pancernika „Dreadnought”. Pod koniec roku objął stanowisko w departamencie uzbrojenia morskiego Admiralicji. Pracował tam nad stworzeniem efektywnego systemu kierowania ogniem. System taki, oparty na analizie równań różniczkowych, przedstawił w tym czasie Arthur Pollen, nazywając go Argo Clock. Dreyer wykorzystał część doświadczeń Pollena, uzupełniając je własną inwencją i opracował swój system, nazwany Dreyer Fire Control Table. Obydwa zostały eksperymentalnie zainstalowane na dużych okrętach, po czym Admiralicja zdecydowała o wyborze rozwiązania Dreyera, pomimo że znaczna część prób wykazała wyższość (droższego) Argo Clock.
W 1909 roku Dreyer otrzymał przydział na nowy pancernik „Vanguard”. Rok później został oficerem flagowym admirała Johna Jellicoe, wówczas dowódcy Floty Atlantyckiej. W 1913 roku otrzymał swoje pierwsze stanowisko dowódcze: krążownik lekki „Amphion” i awansował do stopnia komandora (Captain). Pod koniec roku został oficerem flagowym kontradmirała Roberta Arbuthnota na pancerniku „Orion”, a w 1915 roku powrócił pod bezpośrednią komendę admirała Jellicoe, jako dowódca jego flagowego pancernika „Iron Duke” w składzie Grand Fleet. Na tym stanowisku pozostał do 1917 roku, uczestnicząc między innymi w bitwie jutlandzkiej. Następnie przeszedł wraz z admirałem Jellicoe do Admiralicji, obejmując stanowisko szefa departamentu uzbrojenia. 
W 1919 roku, w stopniu komodora (Commodore), pełnił funkcję szefa sztabu admirała Jellicoe w trakcie jego podróży po dominiach Imperium brytyjskiego. W 1922 roku został dowódcą krążownika liniowego „Repulse”. W grudniu 1923 roku awansował do stopnia kontradmirała (Rear-Admiral), w roku następnym powrócił do służby w Admiralicji, jako asystent szefa sztabu. W latach 1927–1930 dowodził Eskadrą Krążowników Liniowych (Battle Cruiser Squadron) Floty Atlantyckiej, podnosząc swą flagę na „Hoodzie”, a po jego skierowaniu na remont na „Renownie”. W 1929 roku został wiceadmirałem (Vice-Admiral). Od 1930 roku ponownie pełnił służbę w sztabie Admiralicji, w 1932 roku awansowany do stopnia pełnego admirała (Admiral). W latach 1933–1936 był dowódcą China Station. Na emeryturę przeszedł w maju 1939 roku.
Po wybuchu II wojny światowej zgłosił się jako ochotnik do Royal Naval Reserve. Pełnił służbę między innymi jako komodor konwojów w bitwie o Atlantyk oraz szef Naval Air Services. Ostatecznie odszedł w stan spoczynku w 1943 roku. Był odznaczony między innymi cywilnym (1914, za wkład w rozwój systemów kontroli ognia) i wojskowym (1916, za bitwę jutlandzką) Orderem Łaźni, komandorią Orderu Imperium Brytyjskiego (1919), komandorią Orderu Łaźni (1932) oraz Wielkim Krzyżem Orderu Imperium Brytyjskiego (1937). W 1955 roku ukazały się jego wspomnienia The Sea Heritage: a study in maritime warfare.
Zmarł 12 grudnia 1956 roku. Jeden z jego synów, Desmond Dreyer, również został admirałem Royal Navy.